# Ki no Curajuki
Ki no Curajuki (japánul: 紀貫之, Hepburn-átírással: Ki no Tsurayuki) (872? – 946. június 30.) Heian-kori író, költő, kritikus és udvari hivatalnok. A régi japán lírai költészet egyik legnevesebb alakja, már fiatalkorában ismert tanka költő. A Kokin vakasú főszerkesztője és egyik előszavának írója; feltételezhetően a Tosza Nikki napló szerzője. Apja Ki no Mocsijuki, fia Ki no Tokifumi (japánul: 紀時文)

## A vaka
A waka költészet a Heian-kor elején nem volt hivatalos, minthogy az „igazi írás” a kandzsival íródott mana (真字), (a kínai költészetben kanshi 漢詩, prózában pedig kanbun 漢文) volt. Azonban a szerzetesek által „kifejlesztett” katakana, illetve a kandzsiból leegyszerűsített hiragana írás (melyet az udvarhölgyek használtak szerelmesleveleik megírásához – ezt nevezik onnade (女手) írásnak – az udvarlás részeként annyira elterjedt, hogy a férfiak is elsajátították a hiraganával való írást. 
A „Régi és modern idők gyűjteménye” a Kokin vakasú (古今和歌集), 905-ben készült el, mely 102 saját versét is tartalmazza. A négy szerkesztő között Ki no Curajuki volt a szerkesztőség vezetője.
A Kokinsú egyik előszava (hashigaki 端書) kanadzsóban, kanával elsőként íródott Ki no Curajuki által, mely a vaka költészet előfutárának nevezhető, lírai hangvételű első japán verstan és poétika. Sorai a japán költészet dicsőségét zengik.
A bevezetőben írja: „ A költészet a japán lélekből fakad...” Az „ emberi kapcsolatok” helyett, így fogalmaz: „A dal (költészet) az, ami elsimítja a férfi-női kapcsolatot és lecsillapítja a vad harcos szívét”
Megírta a történelmét mitológiai eredetétől a legújabb versein át, műfajokra osztva és néhány nagy költőre vonatkoztatva, kemény kritikával illetve elődeit, mint például Arivara no Narihirát.

## Munkássága
Ki no Curajuki 890-es években vált a vaka azaz a rövid japán versek költőjévé.
A harminchat halhatatlan költő (szandzsúrokkaszen 三十六歌仙) közé sorolják, akiket Fudzsivara no Kintó szelektált.

Egyik verse benne van a Hjakunin Issú (百人一道 ) „Száz költő egy verse” japán versantológiában, melyet a 13. században állított össze Fujivara no Teika, jóval Curajuki halála után. Ez az antológia 35. verse, melyet akkor írt, amikor hosszú idő után újra meglátogatta a szálláshelyet, ahol mindig megszállt, valahányszor a Hasze-dera templomba ment. A gazda incselkedve megkérdezte a költőtől, hogy miért nem szállt meg mostanában nála, hisz itt mindig van hely a számára. Erre írta válaszul a verset, mely így hangzik:
„Hito va isza
Kokoro mo sirazu
Furuszato va
Hana zo mukasi no
Ka ni nioi keru”
 „Ki tudja, hogyan
Változhat meg a lélek?
Szülőhelyemen
A szilvavirágillat
Éppoly csodás, mint régen.”
A gyűjteményben szerepel Ki no Tomonori (a Kokinsú egyik szerkesztője, Curajuki unokatestvére; valószínűleg 905-ben halhatott meg) verse is, aki a lehulló cseresznyeszirmokról ír.
Miután Kiotóban több hivatala is volt, kinevezték Tosza tartomány (Sikoku szigete) kormányzójává, ahol 930-tól 935-ig tartózkodott. Később feltehetőleg Suó tartomány kormányzója lett, mivel feljegyezték, hogy vaka partikat (Utai 謡) tartott Suói házában.

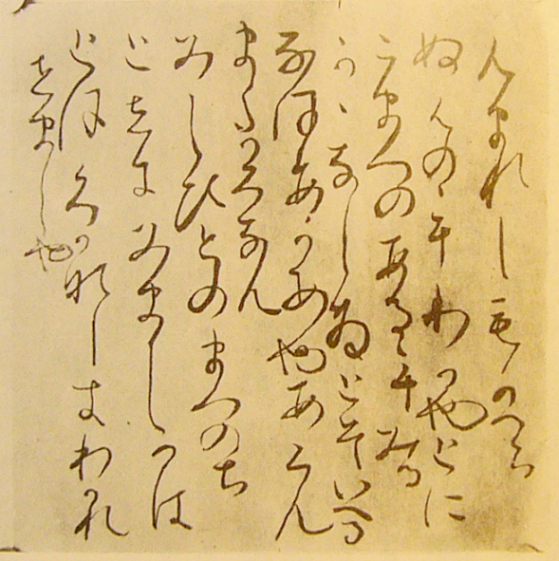
A Toszai Napló másolata Fudzsivara no Teika (1162–1241) által

### Toszai Napló
Versei és a Kokinsú előszava mellett Curajuki legnagyobb irodalmi alkotása a Toszai Napló volt (Tosa Nikki土佐日記). A legkiemelkedőbb japán nyelvű naplók egyike, útinapló (kikó 紀行), melynek központjában nem az udvar állt, hanem a vaka költészet, mely az ünnepelt műfajok közé tartozott a Heian-kori Japánban. Curajuki valószínűleg Toszából, az akkori fővárosba, Kiotóba hajózó társaság viszontagságait örökíti meg (a napló a gyász feldolgozása is, melyet kislánya elvesztése után érzett; történései pedig egybeesnek Curajuki tapasztalataival). Feltehetően 935-ben írta, mikor a tartományban lejárt a kormányzósága. 
951-ben a Nasicubo no gonin (梨壺の五人) -öt japán költőből és nemesből álló csapat, melyben Curajuki fia Tokifumi is beletartozott által összeállított goszen vakasúben (後撰和歌集 Későbbi vaka antológia) szerepelnek a Tosza nikkiben található versek is.
Curajuki 935-ben összegyűjtötte az Új vakák antológiát (Shinsen waka 新鮮) , amely csak azért nem nyerte el a császári támogatást, mert az uralkodó, aki megbízta összeállításával meghalt mielőtt Curajuki benyújthatta volna munkáját.

### Gendzsi szerelmei
Curajuki neve meg van említve a Gendzsi szerelmeiben, úgy mint a vakaköltészet mestere. A regény szerint Uda császár rendelte el, hogy Curajuki és más költőnők írjanak verseket a paravánokra díszítésként.

## Egyéb
- Shuichi Kato: A History of Japanese Literature The First Thousand Years. Kodansha International Ltd. London 1979. p98
- Curajuki versei: https://web.archive.org/web/20190609053208/http://www.wakapoetry.net/poets/early-heian-poets/ki-no-tsurayuki/
- Versek a harminchat halhatatlan költőtől: https://web.archive.org/web/20190318163215/https://100poets.wordpress.com/the-36-immortals-of-poetry/